# Aurivela tergolaevigata
Aurivela tergolaevigata là một loài thằn lằn trong họ Teiidae. Loài này được Cabrera mô tả khoa học đầu tiên năm 2004.